# 朝鲜人民军总参谋部
朝鲜人民军总参谋部（朝鲜语：／），是朝鲜人民军最高军事机关，掌握着朝鲜民主主义人民共和国军事的直接指挥权，朝鲜人民军总参谋长统一指挥陆军的各军团、装甲部队、炮兵部队、各军区以及海空军司令部。与总政治局等机构一同构成朝鲜武装力量的中央指挥机关机构——国防省。

## 架構
- 作戰局：統籌一切戰爭事物，敵後工作與調查。
- 炮兵局：负责炮兵发展
- 軍事訓練局（戰鬥訓練局）：軍事訓練和新兵營。
- 軍事發展局（軍事開發局）：戰略戰術制定。
- 隊列補充局：人事管理。
- 火力指挥局：负责武器的配置以及部分战术武器的控制。
- 軍事動員局：兵力和後備兵力掌握。
- 通信指揮局：配有直轄通信旅，負責無線電通訊和密碼事務。
- 電子戰局：1980年代後才創立，應對現代科技作戰。
- 核化学防衛局：核生化武器和防具製備管理。
- 工兵局：軍事施設建設和地雷埋設任務，旗下有專職橋梁架設隊。
- 兵器局：兵器彈藥保管和維修。
- 地質局：軍用地圖製作更新。
- 監察局：預算執行和政治考核。
- 軍事刊物局：發行軍中刊物。

## 历任总参谋长
1. 姜　健 中将（1948年2月－1950年9月）
2. 南　日 大将（1950年9月－1953年8月）
3. 金光侠 大将（1953年8月－1957年9月）
4. 李权武 上将（1957年9月－1959年7月）
5. 金昌奉 上将（1959年7月－1962年10月）
6. 崔　光 大将（1962年10月－1968年12月）
7. 吴振宇 大将（1968年12月－1979年9月）
8. 吴克烈 大将（1979年9月－1988年2月）
9. 崔　光 次帅（1988年2月－1995年10月）
10. 金永春 次帅（1995年10月－2007年4月）
11. 金格植 大将（2007年4月－2009年2月）
12. 李英浩 次帅（2009年2月－2012年7月）
13. 玄永哲 次帅（2012年7月－2013年5月）
14. 金格植 大将（2013年5月－2013年8月）
15. 李永吉 大将（2013年8月－2016年2月）
16. 李明洙 次帅（2016年2月－2018年6月）
17. 李永吉 大将（2018年6月－2019年9月[1]）
18. 朴正天 元帅（2019年9月－2021年9月）[2]
19. 林光日 大将（2021年9月 - 2022年6月）[3]
20. 李泰燮 大将（2022年6月 - 2022年12月）[4]
21. 朴寿日 大将（2022年12月 - 2023年8月）[5]
22. 李永吉 次帅（2023年8月 - 现职）[6]